# J's GOAL
J's GOAL（ジェイズ・ゴール）は、公益社団法人日本プロサッカーリーグと、その関連団体である株式会社Jリーグにより運営されていた日本プロサッカーリーグ（Jリーグ）の公認ファンサイトである。

## 概要

### 発足当初
1993年にJリーグ映像（後のJリーグメディアプロモーション）によりJリーグ公認のテレホンサービスとして全国主要都市でサービスを開始した。Jリーグの試合結果および経過速報、各クラブの最新情報等を提供していた。ナビゲーターには福田英次、酒井道代、桜井加代子が当たっていた。
2002年からインターネット版のサービスを開始、「サポーター目線」「スピード」「豊富なコンテンツ量」の3つを基本に活動していた。特にサポーター目線は普段メディアに取り上げられないような、試合前のスタジアムの様子などを取材していた。写真の掲載点数も多く、Jリーグ事務局や各チームからの公式発表もすぐ掲載され、一部スポーツ新聞の記事も配信されるため、情報の集積度は高かった。J's GOAL TVでは選手からのメッセージや得点場面についての動画配信も行われていた。Jリーグの公認ファンサイトであるが、日本サッカー協会の公式リリースも掲載され、サッカー日本代表についてもFIFAワールドカップをはじめとした各大会での試合レポートを写真を交えて掲載していた。
一方、あくまでも「ファンサイト」であって「報道メディア」ではないというスタンスを貫いているため、特に試合後の会見などで監督が審判の判断を批判した場面に関して、J's GOALではその部分を削除して掲載するのが常態化していた。これについてサッカーファンから問い合わせを受けた際に、J's GOAL側は「一方の当事者側の見解（コメント）のみを、Jリーグ公式（ファンサイト）であるJ's GOALに掲載するのは控えさせて頂いている」と返答したという記事がサッカー情報サイトの「サポティスタ」に掲載されている。
また、J1に比べて露出度が低くなりがちなJ2クラブには専属のライターを置いて「J2日記」として試合以外の活動なども逐一リポート。東邦出版により「J2白書」の名で毎年刊行されていた。ただし、2014年に発足したJ3リーグに関しては扱われなかった。

### サイト統合とリニューアル
2015年1月23日、同年2月1日よりJ's GOALがJリーグ公式サイト、J3リーグ公式サイト（2014年度のみ運用）と統合され、新サイト「J.LEAGUE.jp」に移行することが発表された。過去のコンテンツの扱いについては明らかにされなかったが、J's GOAL側のリリースには「本サイトで取得した個人情報については本サイト終了後、すみやかに削除いたします」との記述があり、実質的にJ's GOALがサイト閉鎖になることが示唆された。2月1日午前0時に新サイトがスタートし、J's GOALの一連のコンテンツが閲覧不可（新サイトへのリダイレクトに変更）となったが、新サイトには人気フォトランキングの写真説明ですべて同じ文章が使われて、一部チームのロゴをクリックすると公式ホームページとは異なるサイトにリンクするなど複数の不具合が発見された。
2015年7月13日頃（正式な公開日については公表されていない）、J.LEAGUE.jp内に「J's GOALアーカイブ」として「オフィシャルニュース」「J's GOALニュース」「フォトニュース」のみアーカイブが公開された。戦績データについてはJリーグのデータサイト（J.LEAGUE Data Site）で過去の全公式戦のデータを網羅することで対応していた。
2015年10月13日、Jリーグチェアマンの村井満が「J's GOAL」を2015 Jリーグヤマザキナビスコカップ決勝直前の10月最終週からリニューアルして復活させることを公表。10月19日には元のURLのままティザーサイトとして再オープン、10月26日にリニューアルオープンした。旧サイトでは非対応だったスマートフォン向けサイトも作成されていた。なお、2015年シーズンはβ版として運用され、翌2016年シーズンから本格運用が再開された。

### サイト運営終了
2020年12月1日、新型コロナウイルス感染症による影響下でのJリーグのデジタルコミュニケーション戦略の見直しに伴い、同年12月28日をもってJ's GOALの運営を終了することが発表された。コンテンツの一部は、J's GOAL立ち上げ当初にサイトのプロデューサーを務めた霜越隼人が2002年に設立したスポーツエンターテイメントアソシエイツの運営する新サイト「J's LINK」（2021年2月11日開設）に引き継がれた。

## コンテンツ
- Jリーグ試合経過・結果速報
- スポーツ新聞等のマスコミが取り上げたJリーグ記事集
- 各種記録集
- コラム・インタビュー
- 各クラブ情報
- クイズ・予想ゲーム
  - サポーター対抗による「toto予想」もあり、優勝すると応援するクラブが希望している備品が贈られる。
- J's GOAL TV（動画サービス。ゴール集など）

## 心霊写真騒動
ホームページに掲載された、2008年J1・J2入れ替え戦第1戦のベガルタ仙台対ジュビロ磐田戦の写真 において、村井慎二（磐田）の太もも付近に不自然に写る手があることからインターネットコミュニティを中心に大きな話題となった。後日編集部から後方を走っていた磐田の選手（松浦拓弥）の手が偶然写ったものであるとコメントされている。

## 書籍
- 「スタジアムの感動を!J's GOALの熱き挑戦」、Jリーグメディアプロモーション編著 、TAC出版、2009年
- 「J2白書」、J’s GOAL・J2ライター班、東邦出版、2009年より2014年まで刊行

### 監修
- Jリーグオフィシャル書籍
  - 「Jリーグオフィシャルファンズガイド」（2010年度 - 2012年度　発行：日本プロサッカーリーグ、発売：朝日新聞出版）
  - 「ぴあJリーグ観戦ガイド」（2013年度・2014年度　発行・発売：ぴあ　2015年度からはエル・ゴラッソ監修に変更）